# Noord-zuidtunnel (Berlijn)
De Noord-zuidtunnel is het enige ondergrondse traject van de Berlijnse S-Bahn. De in de jaren dertig van de twintigste eeuw gebouwde tunnel onder de binnenstad van Berlijn is samen met de Stadtbahn en de Ringbahn een van de drie hoofdassen van het net. De Noord-zuidtunnel van de S-Bahn is niet ter verwarren met de parallel lopende Tiergartentunnel, die regionale en langeafstandstreinen langs het Hauptbahnhof leidt.
Met de voltooiing van de tunnel, die in station Friedrichstraße de Stadtbahn kruist, ontstond het assenkruis dat samen met de Ringbahn nog altijd de basis van het S-Bahnnet vormt. Het traject verbindt de noordelijke voorstadslijnen (Kremmener Bahn, Nordbahn en Stettiner Bahn) met de zuidelijke lijnen (Wannseebahn, Anhalter Vorortbahn en Dresdener Bahn) en maakt daarmee doorgaand S-Bahnverkeer uit de buitenwijken door het centrum van de stad mogelijk. Een andere functie van de lijn was het verbinden van een aantal (inmiddels gesloten) kopstations: het Stettiner Bahnhof, Potsdamer Bahnhof en Anhalter Bahnhof.
De Noord-zuidtunnel wordt tegenwoordig gebruikt door een viertal S-Bahnlijnen: de S1 (Oranienburg - Wannsee), de S2 (Bernau - Blankenfelde), de S25 (Hennigsdorf - Teltow Stadt) en de S26 (Waidmannslust - Teltow Stadt). Samen zorgen deze lijnen voor een frequentie van een trein per vier minuten.

## Tracé

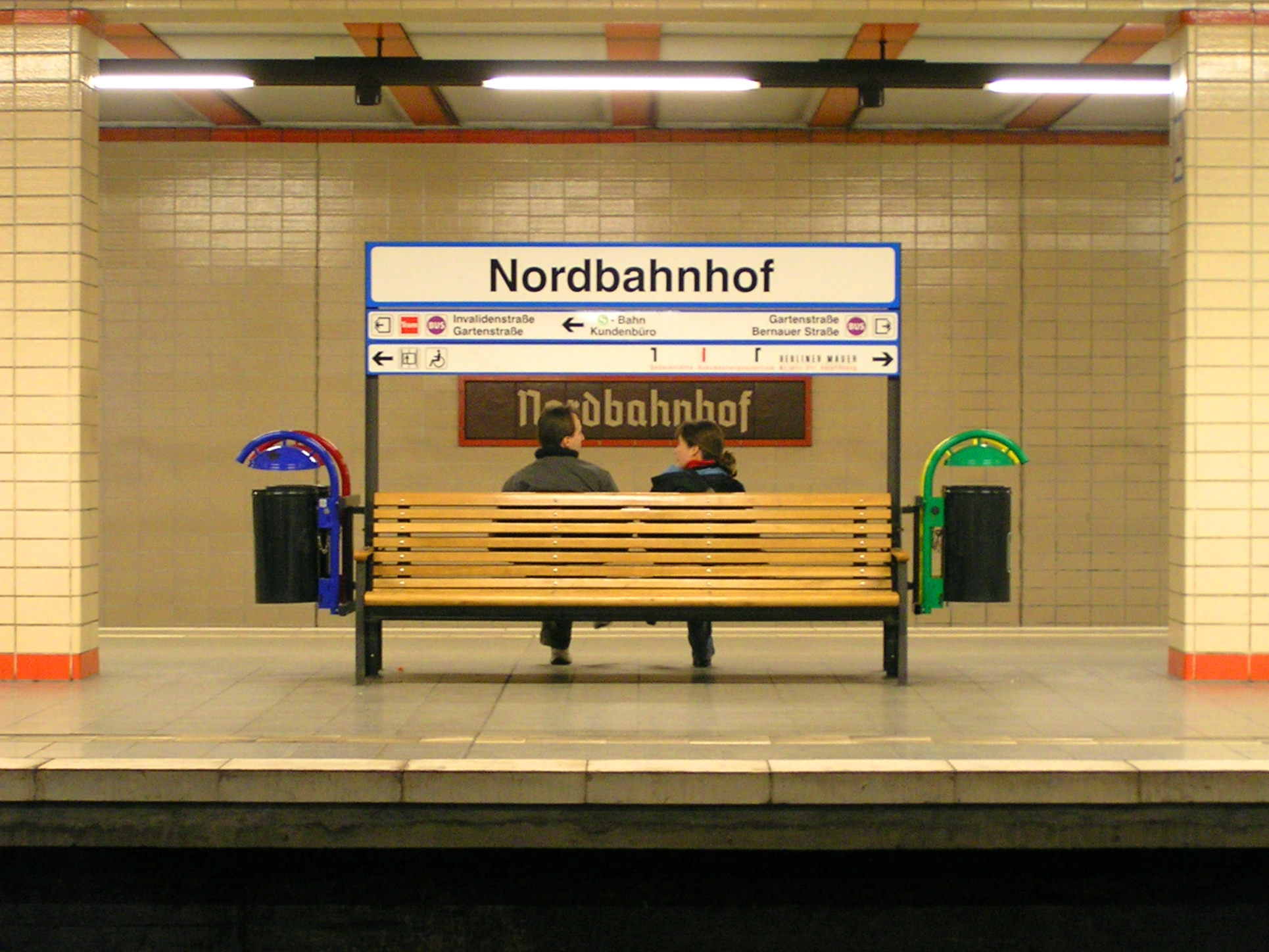
Station Nordbahnhof

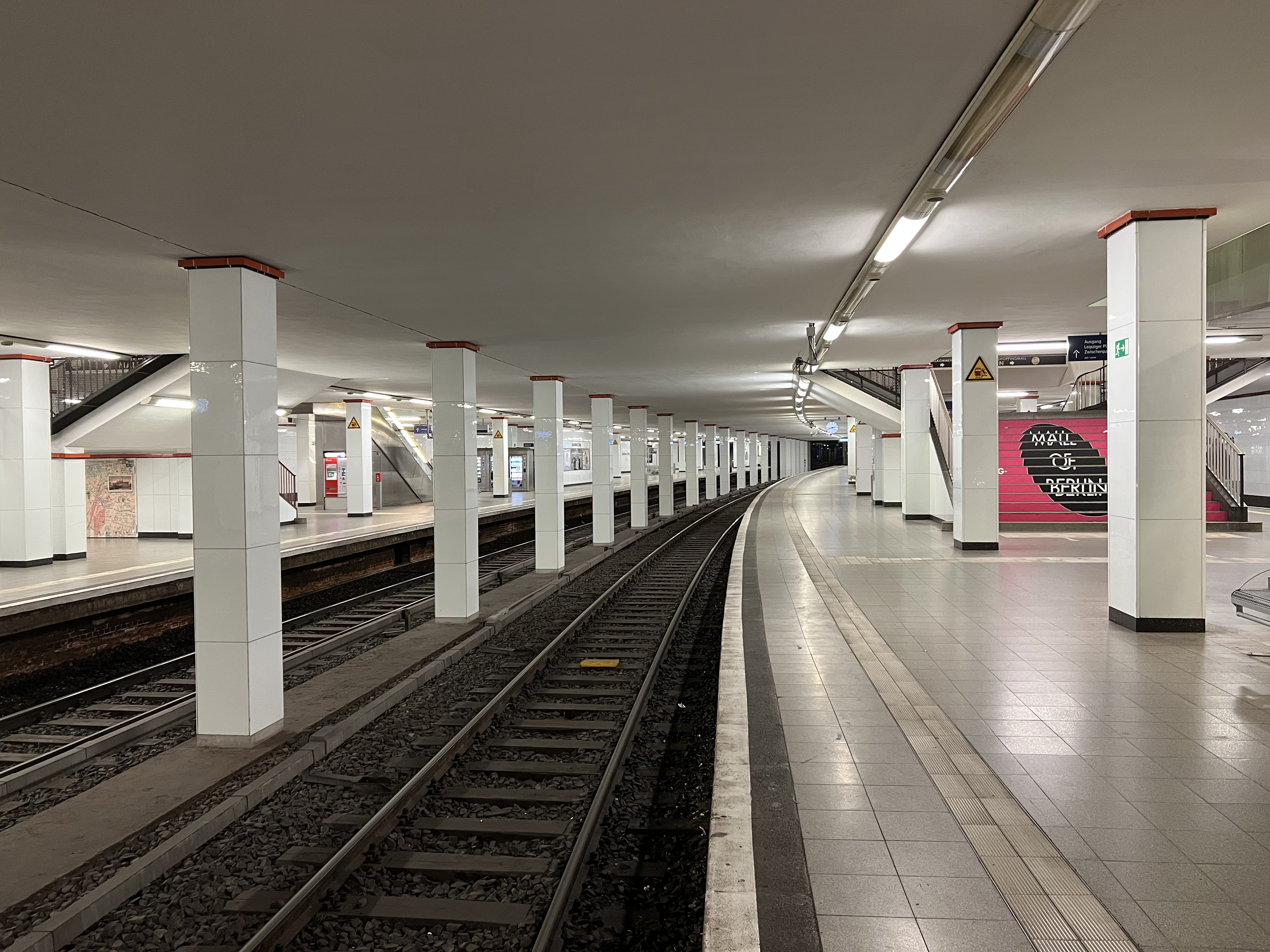
Station Potsdamer Platz

De drie noordelijke voorstadslijnen komen samen bij het station Bornholmer Straße en takken bij station Berlin Gesundbrunnen aan op de Ringbahn. Direct ten westen van dit station takt de lijn weer af van de ring. Vervolgens loopt de S-Bahn parallel aan de vroegere hoofdlijn naar het Stettiner Bahnhof. Vlak voor station Nordbahnhof (het voormalige Stettiner Bahnhof) duikt de lijn ondergronds. De tunnel kruist daarna de Torstraße en bereikt bij de kruising met de Oranienburger Straße opnieuw een station. Iets verder naar het zuiden wordt de Spree gekruist en vervolgens loopt de lijn parallel aan deze rivier tot aan station Friedrichstraße, waar op metrolijn U6 en de Stadtbahn kan worden overgestapt. De tunnel loopt verder naar het zuiden, om na een scherpe bocht naar het westen onder de boulevard Unter den Linden komen te liggen. Na het passeren van station Brandenburger Tor volgt nabij de Brandenburger Tor wederom een scherpe bocht, waarna de lijn parallel aan de Friedrich-Ebert-Straße in zuidelijke richting naar de Potsdamer Platz loopt, waar zich eveneens een station bevindt. Vervolgens buigt de tunnel ligt af richting het zuidwesten om via de Stresemannstraße het Anhalter Bahnhof te bereiken. Na de kruising van het Landwehrkanaal, nabij de Gleisdreieck, splitst de lijn zich. De westelijke tak komt boven de grond en sluit aan op de Wannseebahn, de oostelijke tak verlaat de tunnel via een ander portaal en komt parallel aan de Anhalter Bahn te liggen. Voorbij station Priesterweg takt uiteindelijk de Dresdener Bahn van de Anhalter Bahn af.
Omdat de tunnel grotendeels het stratenpatroon volgt, bedraagt de kleinste boogstraal slechts 150 meter. Bovendien is het omgrenzingsprofiel beperkt, met name in de hoogte.

## Geschiedenis
Nadat het elektrificatieproject van de stads- en voorstadslijnen in en om Berlijn, dat werd begonnen aan het einde van de jaren 1920, in 1933 zo goed als voltooid was, ontstond de behoefte het S-Bahnnet samenhangender te maken. De Stadtbahn maakte al sinds de tweede helft van de 19e eeuw doorgaand verkeer in oost-westrichting mogelijk, maar de noordelijke en zuidelijke voorstadslijnen eindigden nog altijd in kopstations aan de rand van het centrum, te weten het Stettiner Bahnhof in het noorden en het Potsdamer Ring- en Wannseebahnhof in het zuiden. Om het noordelijke en het zuidelijke net met elkaar te verbinden besloot men een tunnel onder het stadscentrum aan te leggen. Vanwege de dichte bebouwing behoorde een bovengronds tracé niet tot de mogelijkheden.
De bouw van de Noord-zuidtunnel begon in 1934 bij het Stettiner Bahnhof, het op een na grootste station van Berlijn, dat volledig ondertunneld moest worden. Het nationaalsocialistische bewind gaf de aanleg van de noord-zuidverbinding absolute prioriteit; andere infrastructurele projecten, zoals uitbreiding van het metronet, werden uitgesteld en zouden door de uitbraak van de Tweede Wereldoorlog nooit gerealiseerd worden. Op 27 juli 1936 kwam het eerste deel van de Noord-zuidtunnel, het traject Humboldthain – Unter den Linden, in gebruik. Tegenslagen bij de bouw verhinderde de geplande voltooiing van de gehele tunnel vóór de Olympische Spelen van 1936. Het zuidelijke deel van de tunnel naar het Anhalter Bahnhof kon uiteindelijk pas op 9 oktober 1939 geopend worden. Nabij de stations Potsdamer Platz en Anhalter Bahnhof werden geplande toekomstige aftakkingen, onder meer naar het Görlitzer Bahnhof, in ruwbouw voorbereid. De meeste stations zijn van de hand van architect Richard Brademann en werden gebouwd in de stijl van de nieuwe zakelijkheid.

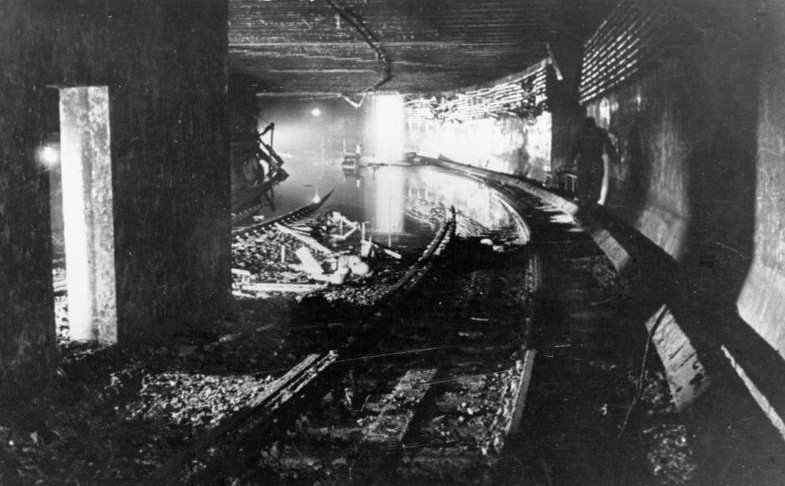
Water in de S-Bahntunnel, 1946

Kort voor het einde van de Tweede Wereldoorlog, op 2 mei 1945, werd de Noord-zuidtunnel ter hoogte van het Landwehrkanaal opgeblazen, waarschijnlijk door SS-troepen en mogelijk in verband met het Nerobevel. De tunnel overstroomde hierdoor volledig en via een verbindingstunnel in station Friedrichstraße bereikte het water ook het metronet. Pas in 1947 kon de Noord-zuidtunnel weer volledig bereden worden.
De bouw van de Berlijnse Muur in 1961 had ingrijpende gevolgen voor het S-Bahnverkeer. De Noord-zuidtunnel liep hoofdzakelijk onder Oost-Berlijns grondgebied, de ingangen van de tunnel en het grootste deel van de aansluitende lijnen bevonden zich daarentegen in West-Berlijn. De tunnel werd onderdeel van het westelijke S-Bahnnet, maar de treinen stopten niet meer in de oostelijke sector, waar spookstations ontstonden. Alleen station Friedrichstraße bleef als in Oost-Berlijn gelegen knooppunt van een aantal West-Berlijnse lijnen in gebruik. Eenzelfde situatie bestond tussen 1961 en 1990 op de metrolijnen U6 en U8. In 1984 nam het stadsvervoerbedrijf BVG de exploitatie van de westelijke S-Bahn over van de Oost-Duitse spoorwegen, die voorheen ook in West-Berlijn de dienst hadden verzorgd. De Noord-zuidtunnel sloot vier maanden, maar kwam in mei 1984 weer in gebruik.
Na de val van de Muur in 1989 werden de spookstations een voor een heropend. In de jaren negentig volgde een omvangrijke sanering van het tunneltraject.